# Tlapehuala
Tlapehuala là một đô thị thuộc bang Guerrero, México.
Năm 1535, phó vương Francisco Javier Venegas trao danh hiệu cho thành phố.
Thành phố nối tiếng với nón lá cọ.